# МюПа
«Мюллюкоскен Палло 47» (фін. Myllykosken Pallo-47), скорочено «МюПа» (фін. MYPA) — фінський футбольний клуб із Аньяланкоскі, колишнього містечка, що 2009 року стало частиною міста Коуволи. Клуб було засновано 1947 року, нині він виступає у другій лізі Фінляндії.

## Досягнення
Чемпіонат Фінляндії:
- Чемпіон (1): 2005

Кубок Фінляндії:
- Володар кубка (3): 1992, 1995, 2004

## Виступи в єврокубках
| Сезон   | Змагання               | Раунд | Країна            | Клуб                  | Результат | В сукупності |
| ------- | ---------------------- | ----- | ----------------- | --------------------- | --------- | ------------ |
| 1993–94 | Кубок володарів кубків | КР    | Ісландія          | Валюр                 | 1–3, 0–1  | 1–4          |
| 1994–95 | Кубок УЄФА             | КР    | Словаччина        | Інтер Братислава      | 3–0, 0–1  | 3–1          |
| 1994–95 | Кубок УЄФА             | 1Р    | Португалія        | Боавішта              | 1–2, 1–1  | 2–3          |
| 1995–96 | Кубок УЄФА             | КР    | Шотландія         | Мотервелл             | 3–1, 0–2  | 3–3          |
| 1995–96 | Кубок УЄФА             | 1Р    | Нідерланди        | ПСВ                   | 1–1, 1–7  | 2–8          |
| 1996–97 | Кубок володарів кубків | КР    | Азербайджан       | Карабах               | 1–0, 1–1  | 2–1          |
| 1996–97 | Кубок володарів кубків | 1Р    | Англія            | Ліверпуль             | 0–1, 1–3  | 1–4          |
| 1997–98 | Кубок УЄФА             | ПР    | Кіпр              | Аполлон Лімасол       | 1–1, 0–3  | 1–4          |
| 2000    | Кубок Інтертото        | 1Р    | Швейцарія         | Ксамакс               | 1–2, 3–3  | 4–5          |
| 2001–02 | Кубок УЄФА             | КР    | Швеція            | Гельсінгборг          | 1–3, 1–2  | 2–5          |
| 2002–03 | Кубок УЄФА             | 1КР   | Данія             | Оденсе                | 1–0, 0–2  | 1–2          |
| 2003–04 | Кубок УЄФА             | КР    | Швейцарія         | Янг Бойз              | 3–2, 2–2  | 5–4          |
| 2003–04 | Кубок УЄФА             | 1Р    | Франція           | Сошо                  | 0–1, 0–2  | 0–3          |
| 2004    | Кубок Інтертото        | 1Р    | Чехія             | Тескома Злін          | 1–1, 2–3  | 3–4          |
| 2005–06 | Кубок УЄФА             | 1КР   | Естонія           | ТВМК                  | 1–1, 1–0  | 2–1          |
| 2005–06 | Кубок УЄФА             | 2КР   | Шотландія         | Данді Юнайтед         | 0–0, 2–2  | 2–2          |
| 2005–06 | Кубок УЄФА             | 1Р    | Швейцарія         | Грассгоппер           | 1–1, 0–3  | 1–4          |
| 2006–07 | Ліга чемпіонів         | 1КР   | Уельс             | Нью-Сейнтс            | 1–0, 1–0  | 2–0          |
| 2006–07 | Ліга чемпіонів         | 2КР   | Данія             | Копенгаген            | 2–2, 0–2  | 2–4          |
| 2007–08 | Кубок УЄФА             | 1КР   | Фарерські острови | ЕБ/Стреймур           | 1–0, 1–1  | 2–1          |
| 2007–08 | Кубок УЄФА             | 2КР   | Англія            | Блекберн Роверз       | 0–1, 0–2  | 0–3          |
| 2010–11 | Ліга Європи            | 1КР   | Естонія           | Транс Нарва           | 2–0, 5–0  | 7–0          |
| 2010–11 | Ліга Європи            | 2КР   | Андорра           | Сан-Жулія             | 3–0, 5–0  | 8–0          |
| 2010–11 | Ліга Європи            | 3КР   | Румунія           | Політехніка Тімішоара | 1–2, 3–3  | 4–5          |
| 2012–13 | Ліга Європи            | 1КР   | Уельс             | Кевн Друїдс           | 0–0, 5–0  | 5–0          |
| 2012–13 | Ліга Європи            | 2КР   | Румунія           | Рапід Бухарест        | 1–3, 0–2  | 1–5          |
| 2014–15 | Ліга Європи            | 1КР   | Фарерські острови | Фуглафйордур          | 1–0, 0–0  | 1–0          |
| 2014–15 | Ліга Європи            | 2КР   | Білорусь          | Динамо Мінськ         | 0–3, 0–0  | 0–3          |

## Гравці
- Максим Вотінов